# Ordinea de bătaie a Armatei României (1917)
După retragerea în Moldova, în perioada ianuarie-iulie 1917 s-a desfășurat procesul de reorganizare a Armatei României, sub conducerea nemijlocită a Marelui Cartier General. Acest proces a beneficiat de un sprijin substanțial din partea Aliaților, în special a Franței, prin intermediul Misiunii Militare Franceze, condusă de generalul Henri Berthelot.
La terminarea procesului de reorganizare, Armata României cuprindea un efectiv total de 512.052 de militari (circa 60% din efectivul de la intrarea în război), repartizați astfel: 2.020 la Marele Cartier General, 165.447 la Armata 1, 169.877 la Armata 2 și 174.708 trupe la dispoziția Marelui Cartier General.:p. 530
Noua organizare de război a Armatei României prevedea cuprindea: două comandamente de armată (Armata 1 și Armata 2), cinci comandamente de corp de armată, cincisprezece divizii de infanterie, două divizii de cavalerie, unități de artilerie, aviație, marină, artilerie antiaeriană, etc.
Fiecare din cele 15 divizii de infanterie era formată din: 2 de brigăzi de infanterie, cu un total de 4 de regimente a trei batalioane fiecare, o brigadă de artilerie cu două regimente, un divizion de cavalerie și o companie de mitraliere. În plus, primele zece divizii (de la 1 la 10) mai aveau fiecare un regiment de vânători. Cavaleria era formată din două divizii cu 4 brigăzi, câte o divizie pentru fiecare armată.
Conducerea supremă a tuturor forțelor româno-ruse de pe Frontul român era asigurată nominal de către regele Ferdinand - care era și Comandantul de Căpetenie al forțelor române. Acesta era ajutat în actul de comandă de „Comandamentul Frontului Român”, condus de generalul Șcerbacev, - care exercita practic comanda operativă unică a forțelor aliate - și de Marele Cartier General român - prin care se exercita conducerea forțelor române pe timpul acțiunilor militare dispuse de Comandamentul Frontului român. Acest aranjament al sistemului de comandă-control avea să conducă la apariția a o serie de fricțiuni în exercitarea conducerii de către diverși comandanți de pe front, atât între comandanți ruși și români, cât și între comandanții români de armate și Marele Cartier General.
Asigurarea aspectelor administrative și a celor care țineau de înzestrarea armatei și coordonarea efortului de război revenea Ministerului de Război, care nu avea însă atribuții pe linia conducerii militare.
La începutul lunii iulie procesul de refacere era finalizat aproape în totalitate. Armata 1 avea trei corpuri de armată (1, 3 și 5) cu un total de 9 divizii, în timp ce Armata 2 avea două corpuri de armată (2 și 4), cu un total de 6 divizii.
Repartiția unităților era dictată de misiunile prevăzute în Planul de Campanie pentru 1917, astfel încât la 1 iulie 1917 situația marilor unități se prezenta astfel:
- 5 divizii de infanterie (1, 3, 6, 8, 12) pe frontul Armatei 2
- 4 divizii de infanterie (5, 9, 13, 14) și Corpul de Cavalerie (Diviziile 1 și 2 Cavalerie) pe frontul Armatei 1
- Divizia 7 Infanterie în rezerva Marelui Cartier General
- Divizia 10 Infanterie în rezerva frontului rom
- 4 divizii încă în curs de refacere (Corpul 1 Armată - Diviziile 2, 4 și 11 Infanterie - va termina refacerea abia la sfârșitul anului 1917, iar Divizia 15 Infanterie va termina refacerea la sfârșitul lunii septembrie 1917)

## Organele de conducere

### Comanda de Căpetenie
Conform prevederilor art. 93 din Constituția din 1866, regele era capul puterii armate. În această calitate el exercita comanda de căpetenie în timp de război.
Comandanți de Căpetenie
- Regele Ferdinand I - 24 august 1916 - 21 noiembrie 1917
- General de corp de armată Constantin Prezan - 21 noiembrie 1917 - 1 aprilie 1918[3]

### Ministerul de Război
Ministerul de Război avea un rol pur administrativ, fără atribuții în comanda operativă. Sarcinile sale principale erau gestionarea bugetului, administrația armatei, controlul financiar și administrarea fondului de pensii militare. Ministerul era supus controlului guvernului și Parlamentului.

Structura ministerul nu a suferit schimbări esențiale față de cea de la intrarea în război, fiind organizat pe două Direcții Generale și mai multe servicii. 

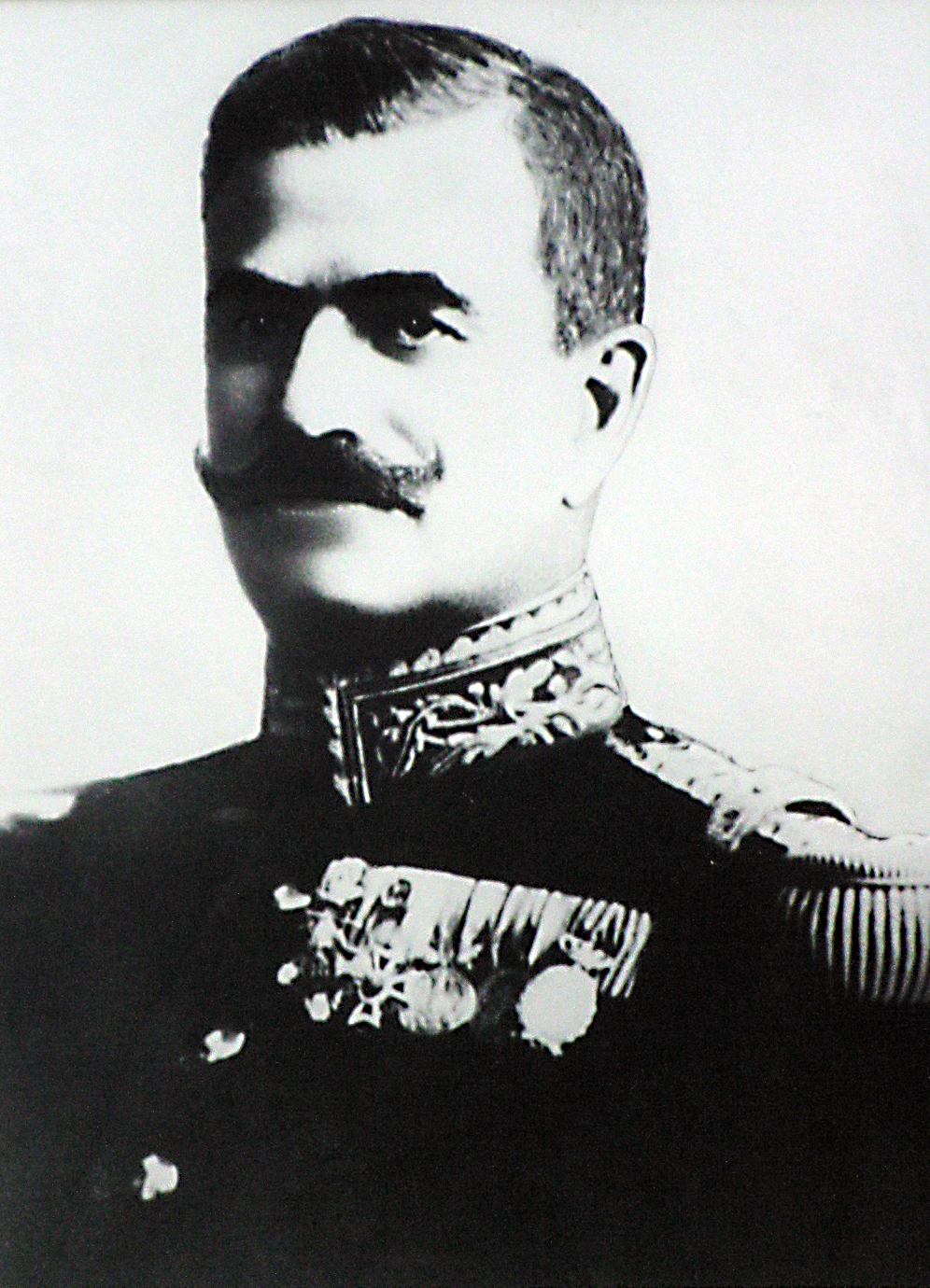
Generalul Constantin Iancovescu

### Marele Cartier General
Marele Cartier General (abreviat M.C.G.) a fost cea mai înaltă structură militară destinată conducerii operațiunilor militare ale Armatei României, pe timp de război.
Marele Cartier General a fost constituit în august 1916, după intrarea României în primul război mondial și a funcționat pe toată perioada războiului. 
În primele luni ale lui 1917, Marele Cartier General a funcționat la Bârlad după care sediul său a fost mutat la Iași.
Începând cu data de 5 decembrie 1916 generalul de corp de armată Constantin Prezan a fost numit șef al Marelui Cartier General, înlocuindu-l pe generalul Dumitru Iliescu. Primele obiective și realizări ale noului șef al Marelui Cartier General au fost redislocarea comandamentelor, unităților și marilor unități în teritoriul dintre Siret și Prut, reglementarea relațiilor cu conducerea militară rusă referitoare la transporturile feroviare, relațiile de comandament, zonele de responsabilitate, precum și crearea cadrului de colaborare cu Misiunea Militară Franceză.
De asemenea generalul Prezan a dispus o reorganizare a structurii Marelui Cartier general, simplificându-i structura prin organizarea pe trei eșaloane în loc de patru. Noua structură a acestui organism era următoarea
Marele Cartier General:pp 82-83
- Comandantul de Căpetenie
  - Casa Militară
- Eșalonul I
  - Șeful de Stat-Major General
    - Subșeful de Stat-Major General
    - Secția 1 Operații
      - Biroul 1 Operații
      - Biroul 2 Informații
      - Biroul 3 Organizare

    - Secția 2 Comunicații
      - Biroul 4 Comunicații

    - Secția 3 Adjutantură 
      - Biroul 5 Personal

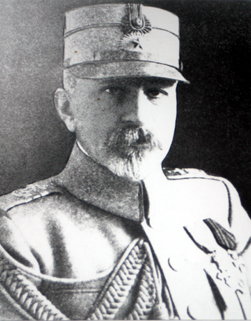
Generalul Constantin Prezan

    - Serviciul Transporturilor pe Căi Ferate 
      - Biroul 6 Transporturi

    - Serviciul Aviației
    - Serviciul Telegrafiei fără Fir
    - Serviciul Siguranței
    - Serviciul Telegrafo-Poștal
    - Serviciul Medical
    - Serviciul Veterinar
    - Serviciul Cartierului
    - Serviciul Casieriei-Cazarmării
    - Detașamentul jandarmi pedeștri și rechiziții
    - Serviciul Transporturilor pe Căi Ferate
    - Serviciul Automobilelor Armatei
    - Comandamentul Marinei
- Eșalonul II
  - Comandamentul General al Etapelor
    - Biroul Etapelor Biroul Adjutanturii
    - Biroul Mișcare și Comunicații
    - Serviciul de Căi Ferate

  - Serviciul Artileriei
  - Serviciul Geniului
  - Serviciul Marinei
  - Serviciul Sanitar
  - Serviciul Intendenței
  - Serviciul Justiției Militare
  - Pretoratul Armatei
  - Serviciul Tezaurului
  - Serviciul Religios
  - Serviciul Cartierului
  - Serviciul Telegrafo-Poștal
  - Detașamentul de Jandarmi
  - Secția 5 Telegrafie
  - Uzina de Hidrogen
- Eșalonul III
  - Serviciul Atașaților Militari
  - Ofițeri atașați pe lângă Comandamentul rus

## Forțele armate

### Armata 1

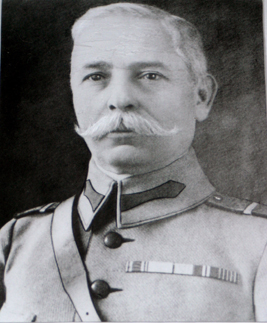
Generalul Constantin Cristescu, comandant Armata 1

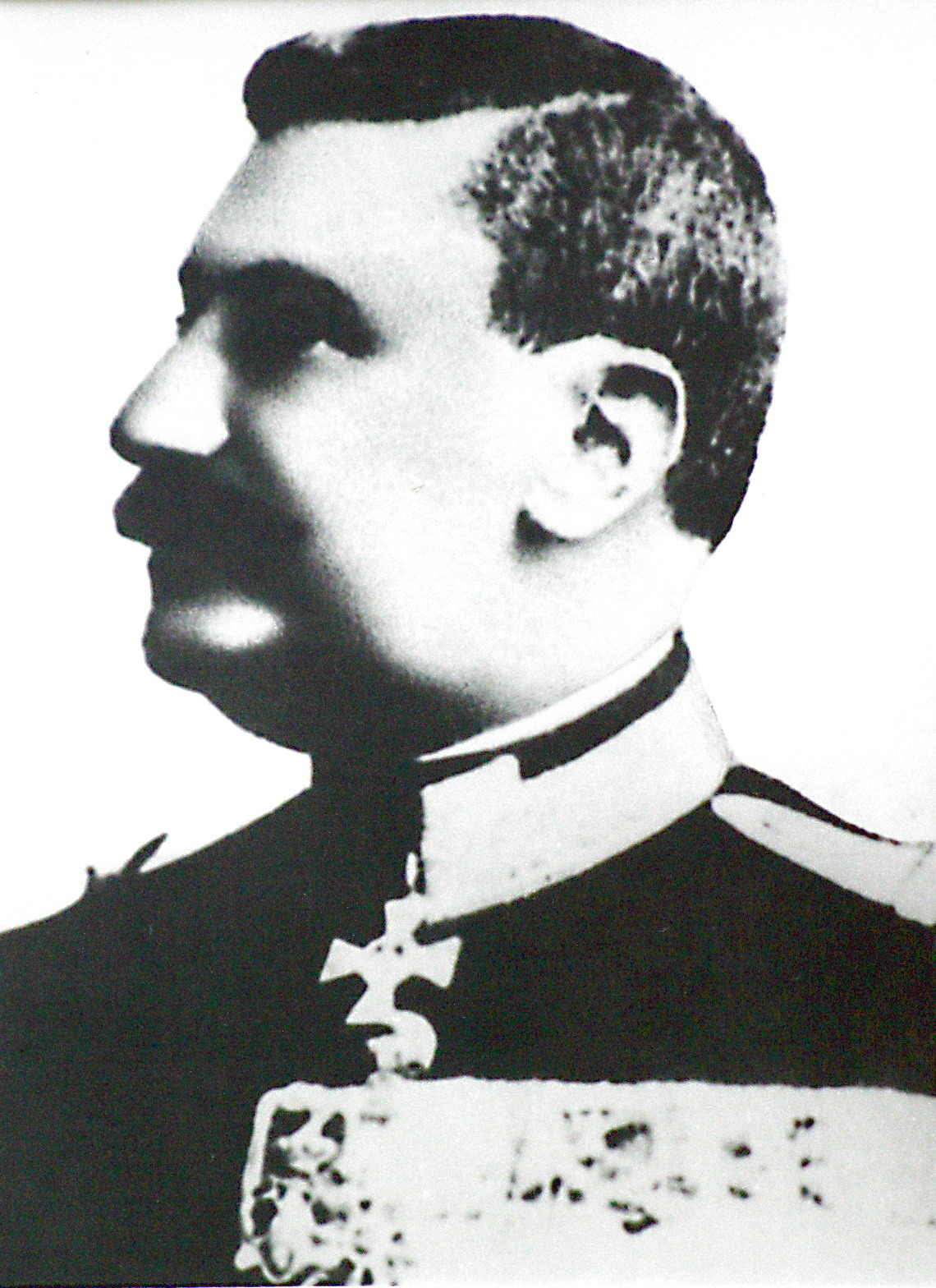
Generalul Eremia Grigorescu, comandant Armata 1

În anul 1917, Armata 1 a fost reorganizată pe trei corpuri de armată (I, III și V) cu un total de 9 divizii. La comanda armatei s-au aflat generalul de divizie Constantin Christescu până la 30 iulie 1917 și generalul de divizie Eremia Grigorescu, după această dată. Ordinea sa de bătaie era următoarea:

Armata 1
- Cartierul General al Armatei 1
- Corpul I Armată

- Divizia 2 Infanterie
- Divizia 4 Infanterie
- Divizia 11 Infanterie

- Corpul III Armată

- Divizia 5 Infanterie
- Divizia 13 Infanterie
- Divizia 14 Infanterie

- Corpul V Armată

- Divizia 9 Infanterie
- Divizia 10 Infanterie
- Divizia 15 Infanterie

- Corpul de Cavalerie

- Divizia 1 Cavalerie
- Divizia 2 Cavalerie
- Brigada 1 Roșiori pe jos
- Brigada 6 Roșiori pe jos

- Rezerva de artilerie

- Regimentul 1 Artilerie Grea
- Regimentul 2 Artilerie Grea
- Regimentul 3 Artilerie Grea

- Grupul 2 Aeronautic⁠(en)[traduceți] - Escadrilele N.3, F.4, F.7, F.9, N.11, C.12

### Armata 2

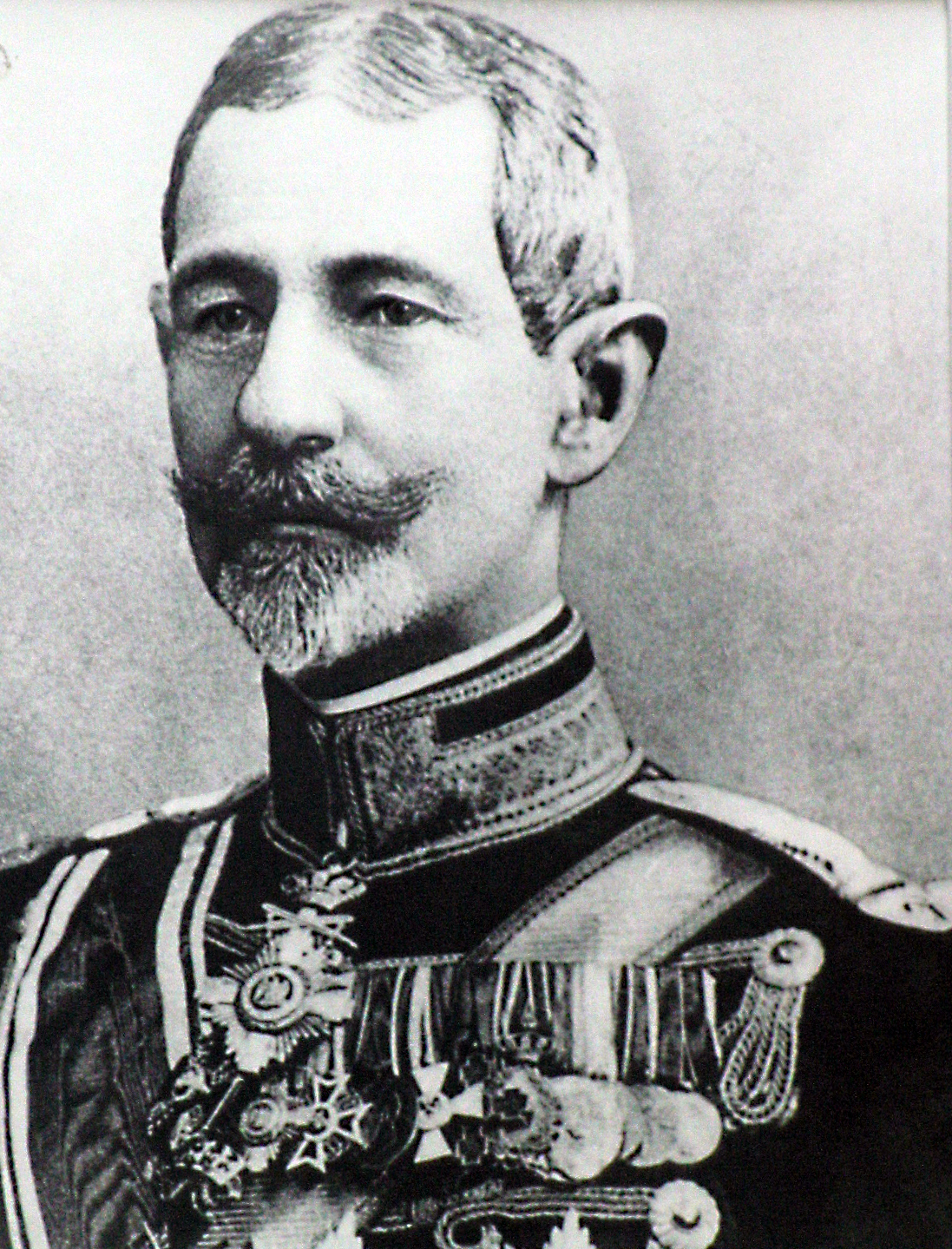
Generalul Alexandru Averescu, comandant Armata 2

În anul 1917, Armata 2 a fost reorganizată chiar pe front, pe două corpuri de armată (II și IV) cu un total de 6 divizii. La comanda armatei s-au aflat generalul de corp de armată Alexandru Averescu. Ordinea sa de bătaie era următoarea:
Armata 2
- Cartierul General al Armatei 2
- Corpul II Armată

- Divizia 1 Infanterie

- Regimentul 1 Vânători
- Brigada 1 Infanterie

- Regimentul 17 Infanterie
- Regimentul 18 Infanterie

- Brigada 2 Infanterie

- Regimentul 1 Infanterie
- Regimentul 31 Infanterie

- Brigada 1 Artilerie

- Regimentul 1 Artilerie
- Regimentul 5 Obuziere

- Compania divizionară de mitraliere
- Divizionul de cavalerie
- Batalionul 1 Pionieri

- Divizia 3 Infanterie

- Regimentul 2 Vânători
- Brigada 6 Infanterie

- Regimentul 4 Infanterie
- Regimentul 28 Infanterie

- Brigada 5 Infanterie

- Regimentul 22 Infanterie
- Regimentul 30 Infanterie

- Brigada 3 Artilerie

- Regimentul 6 Artilerie
- Regimentul 15 Obuziere

- Compania divizionară de mitraliere
- Divizionul de cavalerie
- Batalionul 3 Pionieri

- Divizia 12 Infanterie

- Brigada 23 Infanterie

- Regimentul 45/60 Infanterie
- Regimentul 46/61 Infanterie

- Brigada 24 Infanterie

- Regimentul 44/68 Infanterie
- Regimentul 62/70 Infanterie

- Brigada 12 Artilerie

- Regimentul 22 Artilerie
- Regimentul 27/2 Obuziere

- Compania divizionară de mitraliere
- Divizionul de cavalerie
- Batalionul 12 Pionieri

- Corpul IV Armată

- Divizia 6 Infanterie

- Regimentul 7 Vânători
- Brigada 11 Infanterie

- Regimentul 10 Infanterie
- Regimentul 24 Infanterie

- Brigada 12 Infanterie

- Regimentul 11 Infanterie
- Regimentul 12 Infanterie

- Brigada 6 Artilerie

- Regimentul 11 Artilerie
- Regimentul 16 Obuziere

- Compania divizionară de mitraliere
- Divizionul de cavalerie
- Batalionul 6 Pionieri

- Divizia 7 Infanterie

- Regimentul 4 Vânători
- Brigada 13 Infanterie

- Regimentul 15 Infanterie
- Regimentul 27 Infanterie

- Brigada 14 Infanterie

- Regimentul 14 Infanterie
- Regimentul 16 Infanterie

- Brigada 7 Artilerie

- Regimentul 7 Artilerie
- Regimentul 8 Obuziere

- Compania divizionară de mitraliere
- Divizionul de cavalerie
- Batalionul 7 Pionieri

- Divizia 8 Infanterie

- Regimentul 8 Vânători
- Brigada 15 Infanterie

- Regimentul 13 Infanterie
- Regimentul 25 Infanterie

- Brigada 16 Infanterie

- Regimentul 29 Infanterie
- Regimentul 37 Infanterie

- Brigada 8 Artilerie

- Regimentul 12 Artilerie
- Regimentul 17 Obuziere

- Compania divizionară de mitraliere
- Divizionul de cavalerie
- Batalionul 8 Pionieri

- Divizia 1 Cavalerie

- Regimentul 1 Călărași pe jos
- Brigada 2 Roșiori

- Regimentul 4 Roșiori
- Regimentul 9 Roșiori

- Brigada 3 Roșiori

- Regimentul 5 Roșiori
- Regimentul 10 Roșiori

- Divizionul 2 Artilerie Călăreață
- Grupul 1 Automitraliere

- Brigada 2 Călărași

- Regimentul 7 Călărași
- Regimentul 8 Călărași

- Brigada de Grăniceri

- Regimentul 1 Grăniceri
- Regimentul 2 Grăniceri

- Rezerva de artilerie a armatei 2

- Divizionul de munte 63 mm
- Divizionul de munte 75 mm
- Bateria de obuziere 150 mm
- 4 Baterii tunuri lungi 120 mm
- 4 Baterii tunuri lungi 105 mm

- Batalionul 17 Pionieri
- Grupul 1 Aeronautic⁠(en)[traduceți] - Escadrilele N.1, F.2, F.6